# Белоглазый лесной филидор
Белоглазый лесной филидор (лат. Automolus leucophthalmus) — вид воробьиных птиц из семейства печниковых. Выделяют два подвида. Распространены в Южной Америке.

## Описание
Белоглазый лесной филидор достигает длины 19—20 см и массы от 25 до 38 г. Половой диморфизм не выражен. У взрослых особей номинативного подвида лицо тёмно-коричневое со слабыми рыжеватыми полосами на кроющих перьях ушей, уздечка рыжевато-коричневая; макушка тёмно-красновато-коричневая с узкими рыжеватыми полосами; спина и надхвостье тёмно-красновато-коричневые, верхние кроющие перья хвоста ярко-рыжие. Крылья тёмно-рыжие, изгиб крыла светло-коричневого цвета. Хвост слегка закруглённый, ярко-рыжего цвета. Горло, скуловая область и бока шеи белые, верхняя часть груди беловатая, нижняя часть груди и брюхо охристые; бока груди и тела охристо-коричневые; нижние кроющие перья хвоста бледно-рыжие. Радужная оболочка беловатая; надклювье от коричневатого до чёрного цвета, подклювье от зеленовато-серого до бледно-серого цвета; цевка и пальцы ног сероватые. Отличается от похожего, но аллопатрического A. infuscatus более рыжеватой окраской по всему телу, в среднем более длинным клювом и белыми глазами. У молодых особей более однородная окраска макушки и спины, более короткие перья на макушке, бока более тёмно-коричневые, грудь и брюхо немного темнее. У взрослых особей подвида A. l. sulphurescens спина, надхвостье и хвост более светлые, бока менее ярко-красновато-коричневые, брюхо менее коричневатое.
Песня представляет собой громкую, быструю серию из 2—8 писклявых нот «ki-dee» или «tu-wút». Позывка слышится как «téh-koee», а также как одиночные звуки «kwek» и двойные «kwek-kwaah».

## Подвиды и распространение
Выделяют два подвида:
- Automolus leucophthalmus leucophthalmus (Wied-Neuwied, 1821) — восток Бразилии
- Automolus leucophthalmus sulphurascens  (Lichtenstein, 1823) — юг и юго-восток Бразилии, восток Парагвая и северо-восток Аргентины

## Биология
Естественной средой обитания являются тропические низменные вечнозеленые леса, а также высокие вторичные леса; белоглазый лесной филидор встречается от уровня моря до высоты 1000 м над уровнем моря (в некоторых районах до 1600 м). Ведёт оседлый образ жизни.
Белоглазый лесной филидор обычно кормится парами, часто присоединяется к смешанным группам кормящихся птиц, добывает пищу в густом подлеске на высоте до 12 м над землей. В состав рациона входят жесткокрылые (Coleoptera), муравьи (Formicidae), прямокрылые (Orthoptera), клопы (Heteroptera), чешуекрылые (взрослые особи и личинки), равнокрылые (Homoptera), полужесткокрылые (Hemiptera), кожистокрылые (Dermaptera), паукообразные, куколки двукрылых; изредка брюхоногие.
Сезон размножения, предположительно, приходится на весенне-летний период Южного полушария. Моногамны. Гнездо в виде широкой, неглубокой чашечки диаметром около 8 см, сооружается из сухих стеблей растений, часто из переплетенных листьев, а также из волос млекопитающих. Размещается в конце горизонтального туннеля длиной около 50—60 см, выкопанного в земляном склоне, с гнездовой камерой диаметром около 20 см. В кладке 3—4 белых яйца размером 25,5-26,5 х 19,5-20 мм. Биология размножения практически не исследована.